# Myohyang-san
Myohyang-san är ett berg i Nordkorea.   Det ligger i provinsen Chagang, i den centrala delen av landet, 120 km norr om huvudstaden Pyongyang. Toppen på Myohyang-san är 1 909 meter över havet.
Terrängen runt Myohyang-san är bergig åt sydväst, men åt nordost är den kuperad. Runt Myohyang-san är det ganska tätbefolkat, med 179 invånare per kvadratkilometer. Närmaste större samhälle är Hŭich'ŏn, 17,7 km norr om Myohyang-san. I omgivningarna runt Myohyang-san växer i huvudsak blandskog.